# Плетена
Плетена (болг. Плетена) — село в Благоевградской области Болгарии. Входит в состав общины Сатовча. Находится примерно в 2 км к северо-западу от центра села Сатовча и примерно в 84 км к юго-востоку от центра города Благоевград. По данным переписи населения 2011 года, в селе  проживал 1561 человек.

## Население
| Год     | 1934 | 1946 | 1956 | 1965 | 1975 | 1985 | 1992 | 2001 | 2011 |
| ------- | ---- | ---- | ---- | ---- | ---- | ---- | ---- | ---- | ---- |
| Жителей | 782  | 973  | 1234 | 1466 | 1496 | 1840 | 1890 | 1927 | 1561 |

| Национальность  | Человек | Процент |
| --------------- | ------- | ------- |
| болгары         | 1178    | 92,68%  |
| турки           | 16      | 1,26%   |
| не определились | 57      | 4,48%   |
| Всего ответов   | 1271    |         |

|  |